# Alex Teixeira
Alex Teixeira Santos lub po prostu Alex Teixeira (ur. 6 stycznia 1990 w Duque de Caxias) – brazylijski piłkarz występujący na pozycji napastnika w tureckim klubie Beşiktaş JK.

## Kariera piłkarska

### Kariera klubowa
Wychowanek CR Vasco da Gama, w którym rozpoczął piłkarską karierę w 2008. 21 grudnia 2009 podpisał kontrakt z ukraińskim Szachtarem Donieck. Na początku lutego 2016 przeszedł do Jiangsu Sainty.

## Kariera reprezentacyjna
Występował w swojej karierze w młodzieżowej reprezentacji Brazylii.

## Statystyki
Aktualne na dzień 4 listopada 2017 r.
| 2008               | CR Vasco da Gama   | Série A              | 29  | 5  | 17 | 2 | 7  | 1  | 2  | 0  | 55  | 8   |
| 2009               | CR Vasco da Gama   | Série B              | 22  | 5  | 12 | 0 | 3  | 0  | —  | —  | 37  | 5   |
| 2009/10            | Szachtar Donieck   | Premier-liha         | 3   | 0  | —  | — | —  | —  | —  | —  | 3   | 0   |
| 2010/11            | Szachtar Donieck   | Premier-liha         | 26  | 5  | —  | — | 4  | 1  | 8  | 0  | 39  | 6   |
| 2011/12            | Szachtar Donieck   | Premier-liha         | 26  | 7  | —  | — | 5  | 3  | 5  | 0  | 37  | 10  |
| 2012/13            | Szachtar Donieck   | Premier-liha         | 27  | 10 | —  | — | 5  | 4  | 8  | 2  | 41  | 16  |
| 2013/14            | Szachtar Donieck   | Premier-liha         | 27  | 6  | —  | — | 4  | 0  | 8  | 3  | 40  | 9   |
| 2014/15            | Szachtar Donieck   | Premier-liha         | 22  | 17 | —  | — | 7  | 2  | 8  | 3  | 37  | 22  |
| 2015/16            | Szachtar Donieck   | Premier-liha         | 15  | 22 | —  | — | 0  | 0  | 10 | 4  | 26  | 26  |
| 2016               | Jiangsu Suning     | Chinese Super League | 28  | 11 | —  | — | 1  | 0  | 6  | 2  | 35  | 13  |
| 2017               | Jiangsu Suning     | Chinese Super League | 19  | 8  | —  | — | 1  | 0  | 7  | 3  | 27  | 11  |
| Łącznie w karierze | Łącznie w karierze | Łącznie w karierze   | 244 | 96 | 29 | 2 | 37 | 11 | 63 | 17 | 377 | 126 |

## Sukcesy
Sukcesy reprezentacyjne
- Finalista Mistrzostw świata do lat 20 w Egipcie

Sukcesy indywidualne
- Zdobywca Srebrnej Piłki Mistrzostw świata do lat 20 w Egipcie